# Deutsche Meisterschaften 1944
Als Deutsche Meisterschaft(en) 1944 oder DM 1944 bezeichnet man folgende Deutsche Meisterschaften, die im Jahr 1944 stattgefunden haben:
- Deutsche Eishockey-Meisterschaft 1944
- Deutsches Meisterschaftsrudern 1944
- Deutsche Turnmeisterschaften 1944